# Municipio de Hartford (Dakota del Sur)
El municipio de Hartford (en inglés: Hartford Township) es un municipio ubicado en el condado de Minnehaha en el estado estadounidense de Dakota del Sur. En el año 2010 tenía una población de 699 habitantes y una densidad poblacional de 8,01 personas por km².

## Geografía
El municipio de Hartford se encuentra ubicado en las coordenadas 43°38′16″N 96°57′36″O / 43.63778, -96.96000. Según la Oficina del Censo de los Estados Unidos, el municipio tiene una superficie total de 87.26 km², de la cual 86,6 km² corresponden a tierra firme y (0,75 %) 0,66 km² es agua.

## Demografía
Según el censo de 2010, había 699 personas residiendo en el municipio de Hartford. La densidad de población era de 8,01 hab./km². De los 699 habitantes, el municipio de Hartford estaba compuesto por el 99 % blancos, el 0,14 % eran afroamericanos, el 0,14 % eran asiáticos, el 0,14 % eran isleños del Pacífico, el 0,14 % eran de otras razas y el 0,43 % eran de una mezcla de razas. Del total de la población el 0,29 % eran hispanos o latinos de cualquier raza.